# Николаев, Владимир Викторович
Влади́мир Ви́кторович Никола́ев (род. 10 октября 1973, Владивосток) — бывший глава администрации города Владивостока (2004—2008), меценат, бизнесмен, владелец ряда компаний во Владивостоке.

## Биография
Родился 10 октября 1973 года во Владивостоке. Отец — Виктор Николаев, руководитель приморского отделения «Продинторга» — единственной организации в Советском Союзе, занимающейся экспортом. Мать — Раиса Николаева, главный режиссер радиостанции «Тихий Океан». Старшая сестра — Николаева, Виктория Викторовна.
Окончил школу 23 города Владивостока с физико-математическим уклоном. Окончил Дальрыбвтуз по специальности «инженер-экономист» (1996). Кандидат юридических наук. Защитил диссертацию по проблемам экологии в Российском университете дружбы народов (2004).
Во время учёбы в Дальрыбвтузе проходил практику в Тихоокеанском управлении промысловой разведки и научно-исследовательского Флота на должности помощника генерального директора. Работал ведущим специалистом АО «Ролиз», директором по общим вопросам ООО «Рыбфлот», членом Совета директоров ОАО ТУРНИФ.
В 1990-е годы Владимир Николаев вместе с Сергеем Дарькиным состоял в преступной группировке под руководством Сергея Бауло. После смерти Бауло Николаев стал главой ОПГ «Винни-Пухи». Позднее кличка Винни-Пух закрепилась за ним самим.

## Начало карьеры
Первое упоминание о 25-летнем Владимире Николаеве в прессе состоялось в газете «Новости» от 10 апреля 1998 года, статья была заказана самим героем материала и называлась «Портрет молодого волка в интерьере». Статья в красках рассказывала о бандитском прошлом героя, видимо, целью ее было припугнуть конкурентов.
Начинался материал так: «Жизнь Владимира Николаева — это исполнение американской мечты на российский манер. Взросление Володи пришлось на то время становления молодой российской государственности, когда все девочки мечтали стать валютными проститутками, а мальчики — рэкетирами. Определившись в подростковом возрасте со своей сексуально-половой идентичностью, Николаев выбрал второе. Под хит „Бухгалтер, милый мой бухгалтер“ он со шпаной накрывал коммерческие палатки. Добытое силой „лавэ“ тратилось уже под другую популярную песню тех лет — „Америкэн Бой“. Так и крысятничал Володя, промышляя гоп-стопами и мелким бандитизмом, пока его братву не заприметил один из крупнейших владивостокских авторитетов — Сергей Бауло». Далее в красках расписывалось, как погибали те, кто мешал Николаеву.

## Уголовное дело
В октябре 1999 года Первореченский районный суд Владивостока приговорил Владимира Николаева к трём годам и шести месяцам лишения свободы за угрозу убийства директора спорткомплекса «Олимпиец» Ефремовой Т. Ю. и причинение телесных повреждений председателю комитета по физкультуре и спорту администрации Приморского края Чикину М. П. Однако Николаев, отсидевший в камере предварительного заключения 15 месяцев (по другим данным — полтора года), был амнистирован и освобождён в зале суда. Из приговора Первореченского районного суда от 22 октября 1999 года: «22.07.1998 г. В. В. Николаев высказывал угрозу убийством директору спорткомплекса „Олимпиец“ Ефремовой Т. Ю., …нанёс множественные удары по различным частям тела председателю краевого спорткомитета Чикину М. П.».

## Депутатская деятельность
В 2001 году был выдвинут жителями города Партизанска кандидатом в депутаты Законодательного собрания Приморского края. Был избран депутатом, набрав более 65 % голосов.
Будучи депутатом, начал активно разрабатывать и внедрять социальные программы: санаторно-курортное лечение для учителей, врачей и работников культуры; надбавки для учителей за классное руководство и категорию (эта мера поддержки действует до сих пор); программа «Мой дворик» — строительство спортивных и игровых площадок в спальный районах Партизанска и Владивостока (построено около 200 двориков). Отдельное внимание уделял сфере ЖКХ: к примеру, в рамках программы теплосбережения было установлено больше 2000 подъездных дверей; благодаря программе «Наш дом» отремонтировано и покрашено больше 1000 подъездов. Разработал и запустил уникальную программу соцподдержки «Приморью — достойную жизнь», в рамках которой хлеб, рыбу и другие продукты продавали на 20-30 % ниже розничной стоимости. Это программа до сих пор действует во многих районах края и пользуется огромной популярной у приморцев. В это же время ученики клуба «Патриот», который продолжает курировать депутат Николаев, добились наивысших результатов в спорте.

## Партийная деятельность
Николаев был заместителем секретаря Политсовета регионального отделения партии «Единая Россия» в 2004 году, партийный билет ему вручил лично Сергей Шойгу, позже был заместителем руководителя краевого предвыборного штаба кандидата в президенты Путина в 2003—2004 году.

## Мэр Владивостока
В первом туре выборов главы Владивостока, состоявшихся 4 июля 2004 года, набрал 26,79 % голосов. 18 июля 2004 года избран главой администрации города Владивостока во втором туре выборов, набрав 53,02 % голосов. Официально вступил в должность 22 июля 2004. Новый мэр принял город в тяжёлом состоянии: без бюджета и с огромными долгами — 2 млрд при доходах в городскую казну 2,5 млрд. Владимир Николаев взял за основу программы, реализованные им ранее, увеличив их объёмы в несколько раз. Стал инициатором и внедрил целый ряд новых программ, направленных на развитие Владивостока и поддержку его жителей: «Мой дворик» — продолжается установка игровых и спортивных площадок; «Спортивный Владивосток» — построено 15 пришкольных стадионов; социальная поддержка ветеранов, инвалидов, и малообеспеченных граждан, льготы для школьников, пенсионеров и ветеранов на проезд в общественном транспорте. Созданы межконфессиональный совет, объединивший все общины города, и Совет Почетных граждан Владивостока. Активно развивал сферу ЖКХ: установка новых лифтов, коллекторов, ремонт дорог, фасадов, обновление парка скорой помощи на 100 %, полная реконструкция двух набережных города и полное же обновление парка троллейбусов. Кроме того, Владимир Николаев лично претворил в жизнь уникальный проект — строительство некогда разрушенного Кафедрального Собора Покрова Божьей Матери в центральном парке города. Главный храм Владивостока градоначальник посвятил основателям Владивостока и своему отцу, который внёс огромный  вклад в развитие города. 28 февраля 2007 года решением Ленинского районного суда города Владимир Николаев был отстранён от должности в связи с возбуждением уголовного дела по статье «Злоупотребление должностными полномочиями».

## Второе уголовное дело
В феврале 2007 года Приморская прокуратура возбудила уголовное дело в отношении Владимира Николаева по ст. 285 ч.2 УК РФ («злоупотребление должностными полномочиями»). 7 апреля 2007 года помещён в следственный изолятор города Хабаровска. По прошествии нескольких недель по Владивостоку начали распространяться неподтверждённые слухи, о том, что Николаев покончил с жизнью, либо был убит в следственном изоляторе. Вскоре слухи были опровергнуты. Ожидалось что приговор будет оглашён 4 мая 2007 года, однако Ленинский суд Владивостока продлил срок содержания под стражей до 22 июля 2007 года. Затем 18 октября арест был продлён до 4 декабря 2007 года. 19 ноября 2007 года уголовное дело против Николаева было передано в суд Ленинского района Владивостока. 24 декабря 2007 года суд приговорил Николаева к 4 годам и 6 месяцам лишения свободы условно. Кроме того, решением суда Николаев был лишён права занимать руководящие должности в течение трёх лет. 20 февраля 2008 года приговор, вынесенный Николаеву, вступил в законную силу. 18 мая 2008 года новым мэром города был избран сенатор Игорь Пушкарёв.
Летом 2008 года Владимир Николаев выехал в Таиланд на лечение. 19 сентября 2008 года Советский районный суд города Владивостока удовлетворил представление уголовно-исполнительной инспекции о замене условной меры наказания Николаеву на реальный срок, поскольку осуждённый не являлся на ежемесячные регистрации в инспекции. Жалоба защиты не была удовлетворена, и, таким образом, Владимир Николаев находился в розыске.
В декабре 2012 года Суд Приморского края, изучив материалы дела, не нашёл состава преступления и посчитал вынесенное наказание ошибочным. Владимир Николаев был оправдан. 20 марта 2013 года снят Интерполом с розыска.

## Жизнь вне России
Покинув Владивосток, Николаев поселился в Паттайе. Однако, учитывая, что на этом курорте было слишком много туристов из Владивостока, вскоре вынужден был бежать далее. Попытки обосноваться в Европе тоже окончились крахом — в Германии он был сразу опознан телеведущим Андреем Малаховым, о чём тот не преминул сообщить прессе по приезде домой.
После этого Владимир Николаев обратил свой взор на Латинскую Америку — пожив некоторое время в Панаме, он в итоге окончательно перебрался в Доминиканскую Республику, обосновавшись в элитном посёлке недалеко от города Пунта-Кана. Там он впервые после побега из России дал большое интервью приморской журналистке Дарье Иониной. Вернулся в родной Владивосток Николаев лишь в конце 2017 года.

## Третье уголовное дело
25 июля 2025 года Суд изъял у бывшего мэра Владивостока 821 объект недвижимости и около 600 млн руб. Генпрокуратура считает, что экс-чиновник незаконно занимался предпринимательской деятельностью на посту главы города.
Всего в федеральную собственность обращен 821 объект недвижимости. Также с ответчиков солидарно взыскано 590 214 203,96 руб. с обращением их в доход Российской Федерации Суд расценил эти активы как имущество, полученное вследствие нарушения требований и запретов, направленных на предотвращение коррупции.
По иску Генпрокуратуры в мае Ленинский районный суд Владивостока наложил арест на все имущество фигуранта, его матери Раисы Николаевой, сестры Виктории Николаевой, племянницы Евгении Забелиной и аффилированных с ними 16 компаний. В июне надзорное ведомство потребовало дополнительно взыскать с бывшего мэра Владивостока почти 600 млн руб. и изъять в госсобственность ряд высоколиквидных объектов, включая яхт-клуб и кинотеатр.
Чиновника будут судить по делу о коррупции.

## Семья
Разведён, воспитывает двоих сыновей, Ярослава и Архипа. В июле 2018 года российский рэп-исполнитель и ведущий спортивных боев Саша Белый презентовал клип «Победа», главным героем которого стал Владимир Николаев и его сыновья.
Бывшая супруга Татьяна проживает в Нью-Йорке. Много позже развода, в 2015 году, пресса приписывала ему роман с Дарьей Капустиной, моделью из Владивостока, бывшей девушкой испанского гонщика «Формулы-1» Фернандо Алонсо. Горожане часто замечают его на публичных мероприятиях в обществе других моделей из агентства VV Models, фактически принадлежащего Николаеву.
Сестра Владимира Николаева, Виктория Викторовна Николаева избрана депутатом Государственной Думы Российской Федерации по 64 одномандатному округу. Её дочь, Евгения Забелина, несколько лет руководила бизнес-империей Владимира Николаева во Владивостоке, пока он жил за границей.